# Pihlalaid
Pihlalaid är en obebodd ö i västra Estland. Den ligger i Ösels kommun i landskapet Saaremaa (Ösel), 150 km sydväst om huvudstaden Tallinn. Arean är 0,07 kvadratkilometer. Öns högst belägna plats ligger tre meter över havsnivån. Pihlalaid är belägen i Sölasund (estniska: Soela väin) som skiljer Dagö i norr från Ösel i söder samt Östersjön i väster från Moonsund i öster. Den ligger 600 meter norr om ön Pakulaid och en kilometer norr om Ösels nordudde Pammana poolsaar. 